# Diemeringen
Diemeringen – miejscowość i gmina we Francji, w regionie Grand Est, w departamencie Dolny Ren.
Według danych na rok 1990 gminę zamieszkiwały 1542 osoby, 175 os./km².